# Lista över Zambias presidenter

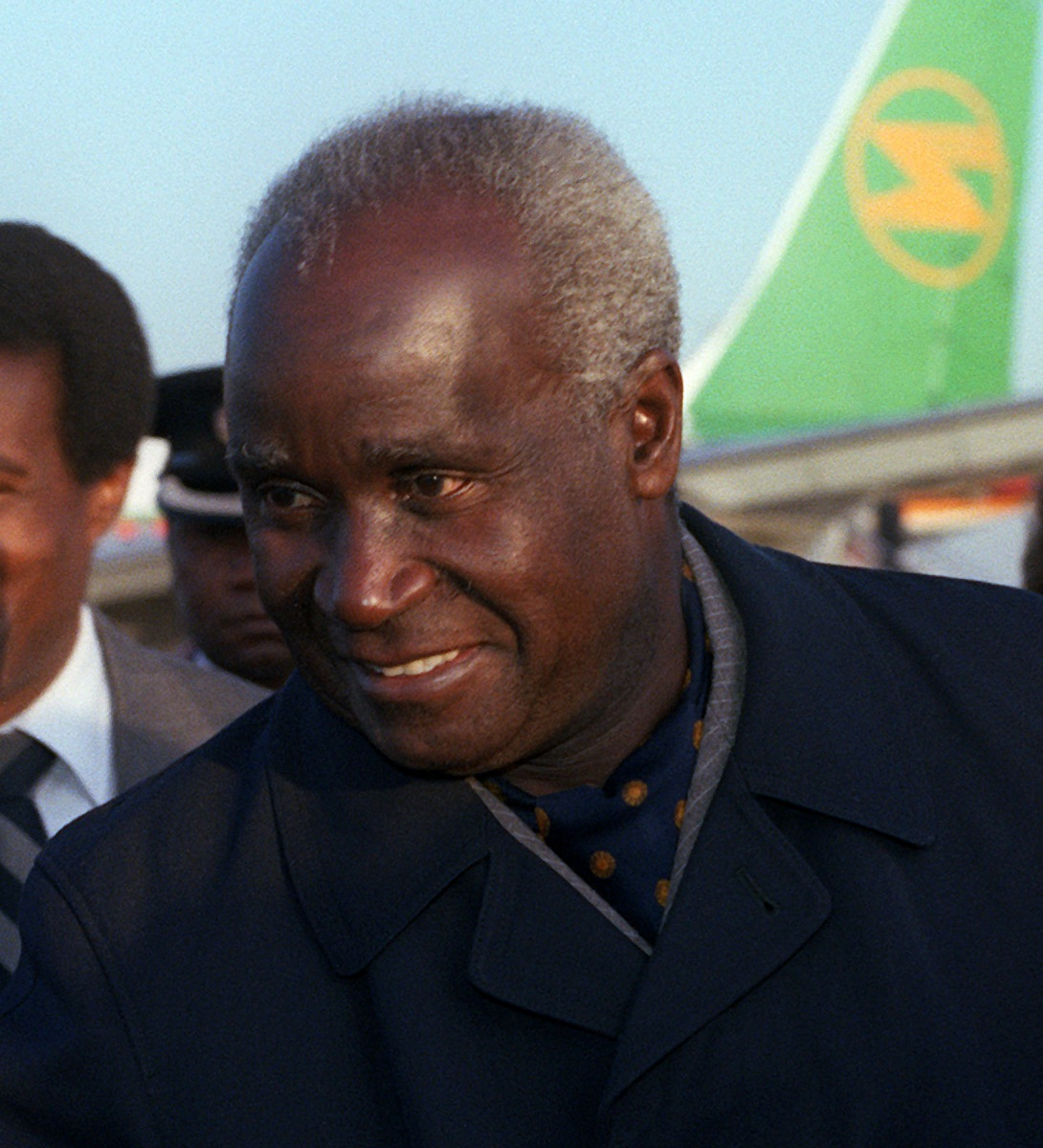
Kenneth Kaunda, landets första president (1964–1991).

Detta är en lista över Zambias presidenter.

## Presidenter i Zambia (1964-nutid)
| Namn               | Född-Död  | Ämbetsperiod                                       | Politiskt parti                       |
| ------------------ | --------- | -------------------------------------------------- | ------------------------------------- |
| Kenneth Kaunda     | 1924–2021 | 24 oktober 1964–2 november 1991                    | United National Independence Party    |
| Frederick Chiluba  | 1943–2011 | 2 november 1991–2 januari 2002                     | Movement for Multiparty Democracy     |
| Levy Mwanawasa     | 1948–2008 | 2 januari 2002–19 augusti 2008 (dog i tjänsten)    | Movement for Multiparty Democracy     |
| Rupiah Banda       | 1937–2022 | 29 juni 2008–23 september 2011                     | Movement for Multiparty Democracy     |
| Michael Sata       | 1937–2014 | 23 september 2011–28 oktober 2014 (dog i tjänsten) | Patriotic Front                       |
| Guy Scott          | 1944–     | 28 oktober 2014–25 januari 2015 (tillförordnad)    | Patriotic Front                       |
| Edgar Lungu        | 1956–2025 | 25 januari 2015–24 augusti 2021                    | Patriotic Front                       |
| Hakainde Hichilema | 1962–     | 24 augusti 2021–                                   | United Party for National Development |